# Club Balonmano Salud Tenerife
Club Balonmano Salud Tenerife (denominado oficialmente como Club Balonmano Salud Clubasal y, por motivos de patrocinio, Balonmano Santa Cruz de Tenerife), es un club de balonmano femenino de la ciudad de Santa Cruz de Tenerife.

## Historia
Fundado oficialmente en 1986 ha disputado 3 temporadas en la máxima división española. Actualmente juega en la División de Honor Oro. 
Ha participado en varias fases de ascenso (2008–09, 2004–15 y 2018–19). Esta última, el equipo tinerfeño consiguió el ascenso a la División de Honor. 
En la temporada 2017 se une para su patrocinio Turismo Gobcan, y el Ayuntamiento de Tenerife para intentar alcanzar la División de Honor, logro que se consiguió dos años después.
Estuvo tres temporadas (del año 2019 a 2022) y descendió a División de Honor Oro en la temporada 2021–22 en medio de desavenencias entre las jugadoras y el club.
Tras varias incomparecencias en la temporada 2024/25, en la que jugaba en la División de Honor Plata, se retira de la competición y la RFEBM le sanciona con dos temporadas sin poder competir en la competición nacional.

## Datos del club
- 3 Temporadas en División Honor

## Plantilla
Plantilla para la temporada 2022–23
- Aina Fernández Sánchez
- Alexia Picas Toledo
- Ciris Mérida García López
- Hanna Yaschuk
- Juceleyde Pereira Cabral
- Lara Coello Padrón
- Laura Rodríguez Cabrera
- Melania Cabrera Curbelo
- Mirjana Obrenovic
- Nhetely Erminia Minissale
- Paula Martín Mejía
- Sol Eliana Ceballos Lezcano
- Viktoriia Mykhailenko
- Yadira Morales Rodríguez
- Yuliia Moisieieva

### Equipo técnico
- Entrenador: Octavio Raul Pérez González
- Oficial: Ala Kadratovich
- Oficial: Jose Luis Gómez Afonso
- Oficial: Valeriy Nikitin

## Páginas webs externas
- Cuenta de Instagram
- Canal de YouTube

- Datos: Q105357667